# Glenoides texanaria
Glenoides texanaria är en fjärilsart som beskrevs av George Duryea Hulst 1888. Glenoides texanaria ingår i släktet Glenoides och familjen mätare. Inga underarter finns listade i Catalogue of Life.